# Chryseidea africana
Chryseidea africana är en svampart som beskrevs av Onofri 1981. Chryseidea africana ingår i släktet Chryseidea, divisionen sporsäcksvampar och riket svampar.   Inga underarter finns listade i Catalogue of Life.